# Batman: Arkham Elmegyógyintézet
A Batman: Arkham Elmegyógyintézet (eredeti cím: Arkham Asylum: A Serious House on Serious Earth, alcím: Komor ház komoly talajon) 1989-es, a DC Comics által kiadott képregénytörténet, melynek írója Grant Morrison, rajzolója pedig Dave McKean.
A történet cselekményében Batman azért érkezik az Arkham Elmegyógyintézetbe, mert az ott fogvatartott bűnözők, a Joker vezetésével átvették a hatalmat az épület felett, és azzal fenyegetőznek, hogy meggyilkolják az összes túszul ejtett alkalmazottat. Az álarcos igazságtevőt ellenségei egy beteges játékba kényszerítik, melyben kiutat kell találnia az elmegyógyintézet labirintusra emlékeztető folyosóiból. Az Arkham Elmegyógyintézet történetében Batman régi ellenfelei jelentősen eltérnek a sorozatban megszokott, hagyományos ábrázolásuktól.

## A történet
Az Arkham Elmegyógyintézet cselekménye két szálon fut. Batman történetét az Arkham Elmegyógyintézet alapítójának, Amadeus Arkham 1900-as évek első felében játszódó élettörténetének részletei szakítják meg, akit édesanyja mentális betegsége ösztönzött arra, hogy pszichológus legyen. Arkham tragédiák sorozat, felesége és lánya elvesztése után, akiket egyik betege gyilkolt meg, maga is elveszíti ép elméjét és végül az általa, szülői házában létrehozott Elmegyógyintézet betegként végezte.

### A cselekmény összefoglalása
Gordon rendőrfelügyelő értesíti Batmant, hogy az Arkham Elmegyógyintézet bentlakói a Joker vezetésével átvették az irányítást a létesítmény felett, túszul ejtették az ott dolgozókat és, hogy őt követelik. A Joker arra kényszeríti Batmant, hogy belemenjen a bentlakók játékába, és órát kap, hogy kiutat találjon az épületből, mielőtt vadászni kezdenek rá.
Batman az elmegyógyintézetben való bolyongása során több ellenfelével is szembetalálkozik, köztük például Agyagpofával, a Bolond Kalapossal, a Madárijesztővel, Maxie Zeusszal és Gyilkos Krokkal, akik közül némelyikkel összetűzésbe is kerül.
Batman végül eljut a létesítmény egy rejtett helységébe, Amadeus Arkham édesanyjának egykori hálószobájába. A halóhelységben Batman dr. Charles Cavendish-sel, a létesítmény egyik orvosával kerül szembe, akiről kiderül, hogy ő maga szervezte meg a betegek szabadulását. Cavendish túszul ejtette egyik kollégáját, dr. Ruth Adams, és arra kényszeríti Batmant, hogy olvassa el Arkham titkos naplóját.
A naplóból kiderül, hogy Arkham egy nap maga is meglátta a természetfeletti lényt, egy denevért, mely édesanyját gyötörte. Hogy könnyítsen anyja szenvedésein, megölte őt és a gyilkosság emlékét mélyen elnyomta magában. Brutálisan meggyilkolt feleségének és lányának halála azonban felszínre hozta az emlékeket. Megszállottan kezdte hinni, hogy a gonosz lelket, a denevért mágiával és okkult tudományokkal a házhoz kell láncolnia. Az évek folyamán az őrület egyre jobban elhatalmasodott az elméje felett, míg végül az Elmegyógyintézet orvosából maga is az intézmény ápoltja lett, és maradt egészen haláláig. Miután Cavendish rátalált a szobára és naplóra, maga is megszállottja lett Arkham őrült gondolatainak, és úgy érezte, az ő feladata folytatni a küldetését. A denevért, a gonosz lelket Batmannel azonosította, akit a rabok szabadon engedésével csalt az Elmegyógyintézetbe.
Cavendish rátámad Batmanre, aki a földre kerül. Adams megpróbál segíteni Batmannek és eközben megöli Cavendish-t. Batman visszatér Jokerhez, és hogy bizonyítsa, hogy erősebb náluk és az őrületnél, Kétarcra és érméjére bízza döntést, hogy haljon meg, vagy szabadon távozhasson. Kétarc feldobja az érméjét, majd kijelenti, hogy Batman szabadon távozhat. Joker a kapuból viszlátot int Batmannak, és utánaszól, hogy ha elege lenne a kinti világból, „az őrültekházából”, számára mindig lesz egy hely Arkhamban. Az utolsó jelenetben kiderül, hogy Kétarcú érméje összekarcolt oldalával felfelé esett le, így Kétarcú saját maga döntött, hogy Batman maradjon életben.